# Azar Motorsport
Azar Motorsport es una escudería de automovilismo de velocidad creada en Argentina. Su fundador y director es Javier Azar, un expiloto de Turismo Carretera y Top Race V6. Esta escudería se formó en torno al grupo de trabajo que operaba para poner en pista los vehículos de Azar tanto en Turismo Carretera, como en el Top Race V6. Precisamente en esta última categoría, Azar debutó en 2005, año inaugural de la misma, piloteando un Alfa Romeo 156, modelo con el que competiría en las temporadas siguientes, hasta su retiro en 2007. Luego de retirado, Azar decidió emprender un proyecto de formación y preparación de pilotos, desembarcando con su estructura en el Top Race Junior (hoy TR Series), categoría en la cual tuviera el honor de obtener el primer bicampeonato de escuderías, de la mano de sus pilotos Federico Bathiche en 2007 y Gonzalo Perlo en 2008.

## Cronología reciente
- 2005: Se inaugura el Top Race V6, con la participación de los más destacados pilotos de la categoría Turismo Carretera. En la misma, Javier Azar toma partido a bordo de un Alfa Romeo 156, modelo que eligiera a modo de equivalencia con la unidad que venía manejando ese año en el Turismo Carretera, un Torino Cherokee. En su primer año en esta categoría, Azar culmina el torneo en el 22.º lugar con 26 unidades cosechadas.
- 2006: Por segundo año consecutivo, Azar vuelve a apostar al TRV6 y a su Alfa Romeo 156, con el cual culminaría el torneo en 29.º lugar con 18 unidades cosechadas.
- 2007: Se crea la categoría Top Race Junior, en la cual Azar decide crear una estructura para formar y desarrollar pilotos que quieran participar en el TRV6. Su actividad como director, terminaría sobreponiéndose a su labor como piloto, provocando más tarde su retiro definitivo de la actividad conductiva Cerrando el año en el 51.º puesto con apenas una unidad cosechada. A colación de esta decisión, Azar se llevaría su primer alegría como Director de su escudería, al consagrarse como campeón el piloto Federico Bathiche, a bordo de un Alfa Romeo 156. La alegría fue completa, ya que al mismo tiempo su compañero de escudería Gonzalo Perlo, alcanzaría el subcampeonato con una unidad Ford Mondeo II.
- 2008: Los éxitos de la escudería campeona vuelven a prolongarse con la obtención del campeonato de Top Race Junior por parte de Gonzalo Perlo, subcampeón del año anterior. Este año, el piloto Federico Bathiche debutaría en el TRV6, corriendo al mismo tiempo un par de competencias del TR Junior para exhibir el "1" obtenido en 2007. Sin embargo, su debut tuvo lugar en la escudería RV Racing Sports, de la cual pilotearía un Peugeot 407. Este año, el campeón cerraría el año en la 47.º posición en el TRV6, con 2 unidades y en el Top Race Junior en la 12.º colocación con 33 unidades.
- 2009: En este año, además de propiciarse el ascenso por parte de Gonzalo Perlo al TRV6, la escudería se renueva en el TR Junior, con la incursión de los pilotos Eric Borsani (con experiencia a nivel internacional), y Antonino Sganga. Este año, la escudería pelearía palmo a palmo el título a través de su piloto Eric Borsani, terminando finalmente en el cuarto lugar con 105 unidades. En cuanto al TRV6, Federico Bathiche regresa a la escudería compitiendo a bordo de un Ford Mondeo II. Sin embargo, los problemas presupuestarios se hicieron presentes y debió abandonar la escudería a las pocas carreras. Gonzalo Perlo, que en ese momento había debutado en TRV6 en el equipo Patagonia Racing, finalmente terminaría ocupando la vacante que dejara su antecesor en el cetro del TR Junior. Este año, la escudería sería una de las primeras en el TRV6 en comenzar con el desarrollo de las nuevas unidades Ford Mondeo III, siendo esta piloteada por Perlo.
- 2010: Para este año, la escudería se renueva en ambos frentes, con la llegada de los pilotos Rafael Morgenstern y Marcelo Agrelo en el TRV6 y Top Race Series respectivamente. El primero, lo hizo a bordo de un Mercedes-Benz Clase C acompañando a Gonzalo Perlo, mientras que el segundo se subía a un Ford Mondeo II, acompañando a Sganga en el equipo. En el primer semestre, la escudería volvería a pelear un título de Top Race Junior, a través de su novel piloto Marcelo Agrelo, quien llegaría con chances claras a la última fecha, terminando en el 4.º puesto en la disputa por la Copa América 2010. Mientras que en el segundo semestre, nuevamente Agrelo demostraría el potencial del Ford que le entregaba el equipo Azar, con el cual peleó nuevamente por el título del Torneo Clausura 2010 del Top Race Series, cerrando el año en el 9.º lugar. A su vez, en este último semestre, la escudería volvería a agrandarse con la incursión en el TR Series de Leonardo Palotini con un Mondeo y de la joven piloto Violeta Pernice, la única dama que competía en esta mitad de año.
- 2011: Por tercer año consecutivo, el Azar Motorsport vuelve a apostar a su principal piloto, Gonzalo Perlo, siempre a bordo de su Ford Mondeo III, acompañado en esta ocasión por el piloto brasileño Fabio Fogaça, quien pilotea una unidad similar. Al mismo tiempo, en el Top Race Series, el equipo muestra su más nutrido plantel, con la incursión de los pilotos Marcelo Agrelo y Leonardo Palotini con dos Ford Mondeo II y de Antonino Sganga y Violeta Pernice a bordo de sendas unidades Alfa Romeo 156. El 31 de julio se incorpora al equipo el piloto uruguayo Jose Pedro Passadore (h), quien reemplazo momentáneamente a Fogaça en una de las unidades. Finalmente, el 1 de septiembre se da a conocer la desvinculación de Gonzalo Perlo de la estructura, quien pasaría a correr para el equipo AS Racing.

## Pilotos anteriores
- Javier Azar
- Federico Bathiche
- Rafael Morgenstern
- Eric Borsani
- Leonardo Palotini
- Gonzalo Perlo
- Marcelo Agrelo
- Violeta Pernice
- Francisco Fallas
- Javier Manta
- Emmanuel Abdala
- Juan Bautista De Benedictis
- Adrián Hamze

## Palmarés
| Título  | Categoría       | Piloto            | Automóvil      | Temporada |
| ------- | --------------- | ----------------- | -------------- | --------- |
| Campeón | Top Race Junior | Federico Bathiche | Alfa Romeo 156 | 2007      |
| Campeón | Top Race Junior | Gonzalo Perlo     | Ford Mondeo II | 2008      |